# 아우스트랄로베나토르
아우스트랄로베나토르(Australovenator)는 중생대 백악기 전기(약 9,500만년 전)에 서식한 공룡이다. 2009년에 명명되었으며, 오스트레일리아의 윈턴 층에서 산출되었다. 몸길이는 6m, 몸무게는 500kg 정도 되었을 것으로 추정된다. 이 속의 공룡은 숨어 있다가 새끼들을 데리고 이동하는 무타부라사우루스 같은 공룡들을 사냥하곤 하였다.